# Torsten Sträter

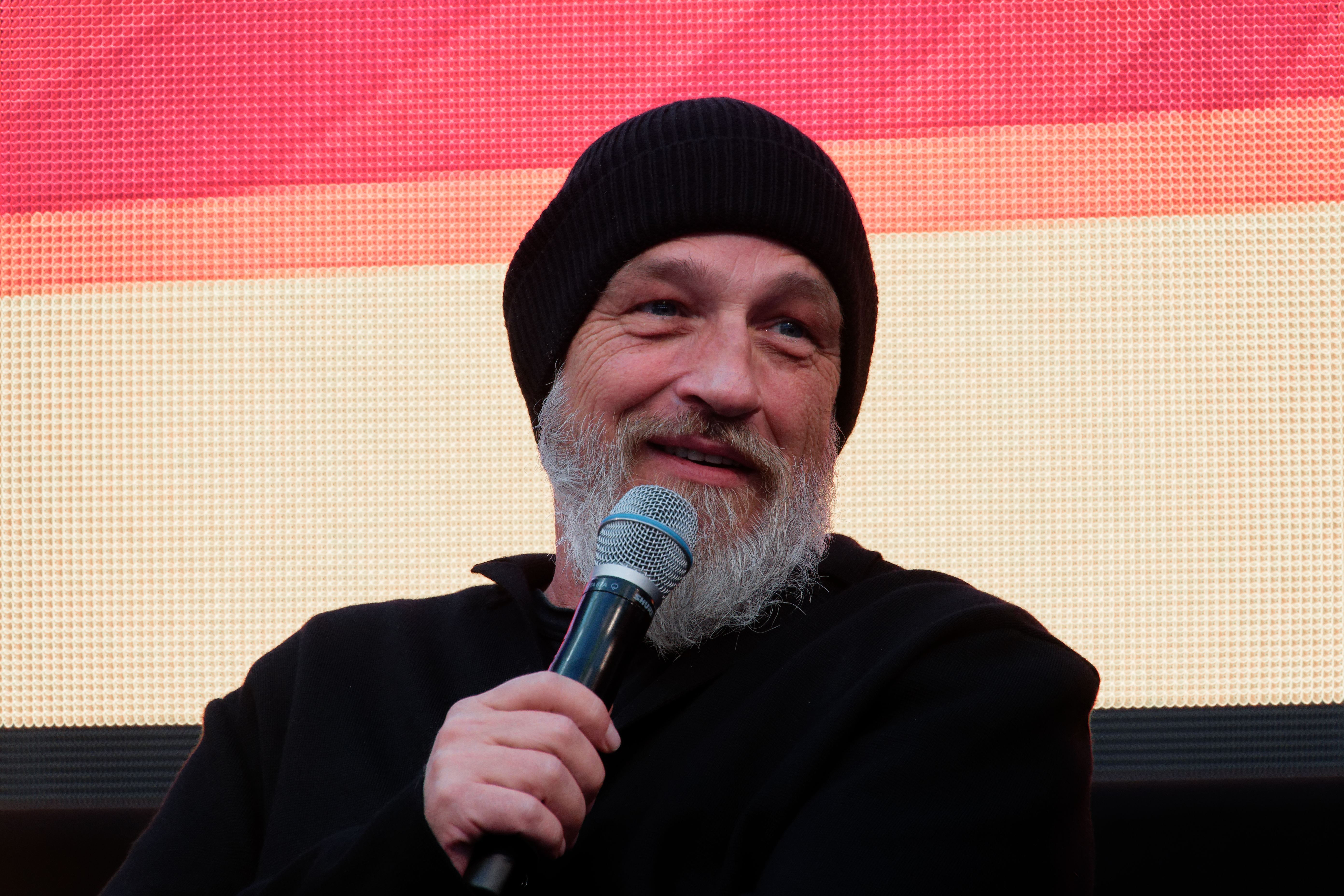
Torsten Sträter (2024)

Torsten Sträter (* 4. September 1966 in Dortmund) ist ein deutscher Komiker, Kabarettist und Slam-Poet sowie Schriftsteller, Hörbuchsprecher und Synchronsprecher.

## Leben
Sträter wurde 1966 im Dortmunder Stadtteil Brechten geboren und verbrachte seine Jugend im Umkreis von Dortmund. Er absolvierte eine Ausbildung zum Herrenschneider und arbeitete beim Herrenausstatter Pohland im Verkauf. Nach einer Zeit als Arbeitssuchender war er anschließend im Mobilfunkvertrieb sowie zwölf Jahre lang für eine von seiner Mutter und seinem Bruder betriebene Spedition tätig. Zudem arbeitete er eine Zeitlang als Verkäufer für Systemhäuser. Nach seiner Ausbildung leistete er seinen 15-monatigen Wehrdienst in der Wilhelmstein-Kaserne in Neustadt am Rübenberge beim Artilleriespezialzug I/1 (vgl. Artillerieregiment 1 / Sondermunitionslager Liebenau) ab.
Neben der Arbeit begann Sträter damit, Kurzgeschichten zu schreiben und diese bei Poetry-Slams im deutschsprachigen Raum vorzutragen. Dabei gewann er neben zahlreichen regionalen Meisterschaften in den Jahren 2009, 2010 sowie 2012 den Landeswettbewerb NRW-Slam. In den folgenden Jahren schrieb er auch Kurzgeschichten für die Satirezeitschrift Pardon und humoristische Kolumnen für das Sportmagazin Kicker. In seinen anschließend veröffentlichten Büchern finden sich ausschließlich Kurzgeschichten.

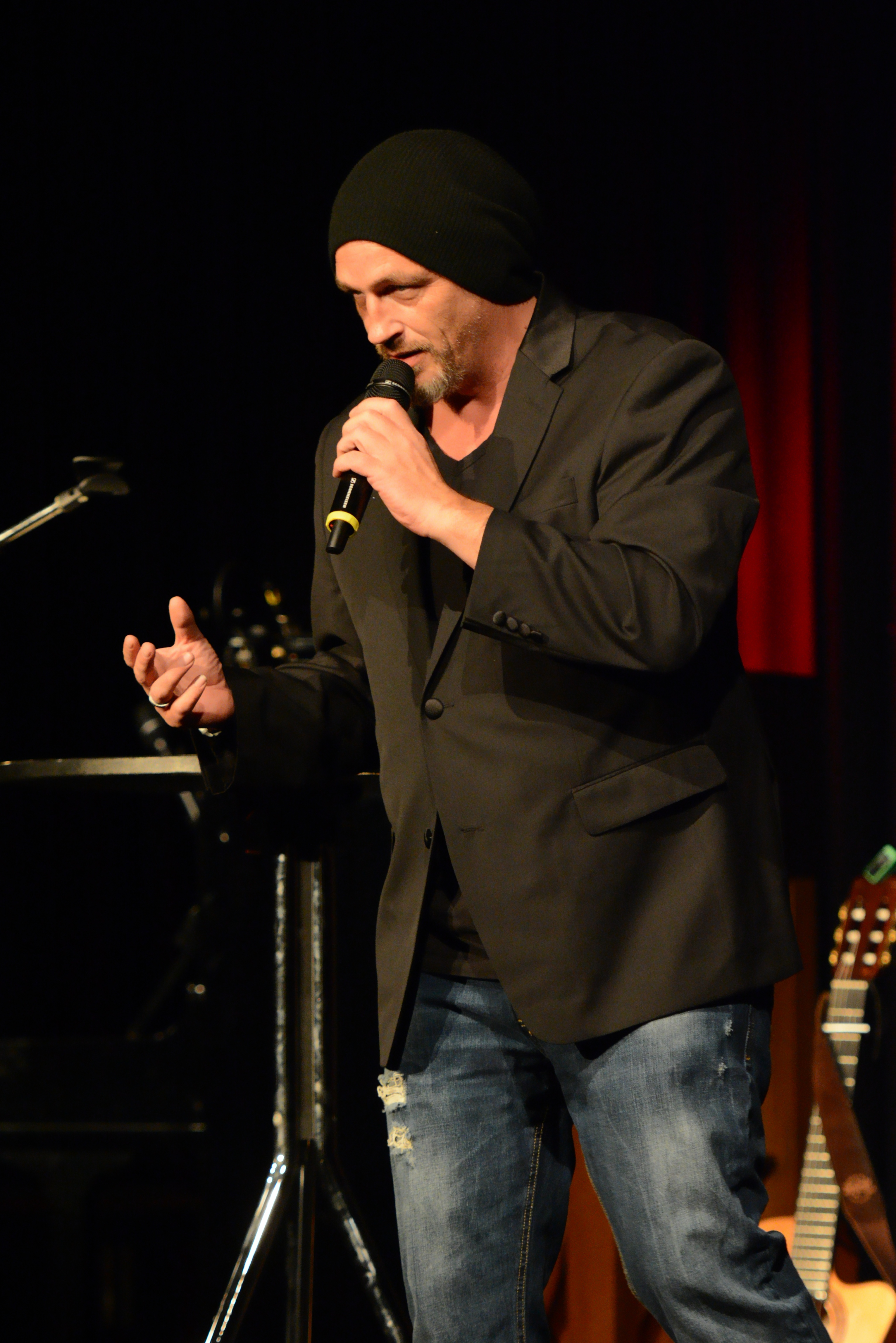
Torsten Sträter bei einer Tourneevorstellung von Tegtmeiers Erben 2013 in der Stadthalle Mülheim

Er tritt regelmäßig bei Fernsehsendungen wie nuhr im Ersten und extra 3 auf. Von 2013 bis 2024 betrieb er außerdem mit Hennes Bender und Gerry Streberg den Podcast Sträter Bender Streberg – Der Podcast. Seit 2025 wird der Podcast ohne Bender als Sträter & Streberg fortgeführt. Bis zum Herbst 2019 war er mit seinem Programm Es ist nie zu spät, unpünktlich zu sein auf Tournee. Sein nächstes Bühnenprogramm hieß ab 2020 Schnee, der auf Ceran fällt. Seit November 2023 ist er mit Mach mal das große Licht an unterwegs. 2021 gewann er die erste Staffel der deutschen Ausgabe von LOL: Last One Laughing.
Sträters Markenzeichen ist eine Beanie-Mütze. Dass er eine solche bei fast all seinen Auftritten trägt, habe den praktischen Grund, den Schweiß aufzufangen, der ihm unter den Scheinwerfern von der Stirn rinne – er könne sich „ja schlecht ein Stirnband umlegen wie Björn Borg“. Seit August 2021 ist er in seiner eigenen Radiosendung gemeinsam mit Jens Herrmann auf BB Radio zu hören: Sträter: Musik – Der Soundtrack eines Lebens.
Sträter litt vor allem in den 1990er-Jahren an einer depressiven Erkrankung, die er auch kabarettistisch thematisiert. Im Januar 2018 wurde er Schirmherr der Deutschen Depressionsliga e. V. Für sein Gespräch mit dem ebenfalls von Depressionen betroffenen Kurt Krömer über die Krankheit und ihre persönlichen Erfahrungen damit in der Sendung Chez Krömer wurden Krömer und er 2022 mit dem Grimme-Preis in der Kategorie „Unterhaltung“ ausgezeichnet. Er engagiert sich außerdem als Botschafter der SOS-Kinderdörfer.
Sträter ist Vater eines Sohnes, der episodenhaft Teil seiner Auftritte sein kann, und lebt in Waltrop im Ruhrgebiet.

## Bibliographie
- Hämoglobin, Eldur Verlag, 2004, ISBN 978-3-937419-03-9.
- Postkarten aus der Dunkelheit, Eldur Verlag, 2005, ISBN 978-3-937419-10-7.
- Hit the Road, Jack!, Eldur Verlag, 2006, ISBN 978-3-937419-11-4.
- Brainspam, Eldur Verlag, 2006, ISBN 978-3-937419-17-6.
- Der David ist dem Goliath sein Tod, Carlsen Verlag, 2011, ISBN 978-3-548-37535-9.
- Selbstbeherrschung umständehalber abzugeben, Carlsen Verlag, 2012, ISBN 978-3-551-68481-3.
- Selbstbeherrschung umständehalber abzugeben, Ullstein Taschenbuch, 2014, ISBN 978-3-548-37534-2.
- Als ich in meinem Alter war, Lappan Verlag, 2016, ISBN 978-3-8303-3406-4.
- Es ist nie zu spät, unpünktlich zu sein, Ullstein Taschenbuch, 2017, ISBN 978-3-548-06352-2.
- Sträters Gutenachtgeschichten, Ullstein Verlag, 2021, ISBN 978-3-548-06454-3.
- Du kannst alles lassen, du musst es nur wollen, Ullstein Verlag, 2022, ISBN 978-3-86493-227-4.
- Das ist kein Jazz, Geschichte über den Gegenspieler von Batman, den Joker in der Anthologie Joker – The World für DC Comics, gezeichnet von Ingo Römling, 2024, ISBN 978-3-7416-3993-7.[14]

## Diskographie
- 2013: Selbstbeherrschung umständehalber abzugeben aus dem Ebertbad in Oberhausen (CD)
- 2015: Das Hörbuch – Die besten Geschichten live und in einem Rutsch. Live aus dem Düsseldorfer zakk (3 CDs)
- 2017: Das Hörbuch 2 – Die besten Geschichten live und in einem Rutsch. Live aus dem Düsseldorfer zakk (3 CDs)
- 2017: Es ist nie zu spät für eine glückliche Kindheit, Live aus dem zakk in Düsseldorf (LP)
- 2019: Es ist nie zu spät, unpünktlich zu sein, Live (2 CDs)
- 2023: Schnee, der auf Ceran fällt, Live (3 CDs)

## Fernsehen

### Aktuell
- seit 2012: Die Comedy Gala, NDR
- seit 2013: nuhr im Ersten (Gast), Das Erste
- seit 2014: extra 3 (Gast), NDR, Das Erste
- seit 2014: Comedy mit Karsten (Gast), MDR
- seit 2020: Sträter, Das Erste
- seit 2020: Das Gipfeltreffen, MDR
- seit 2024: Faking Bad – Besser als die Wahrheit, Das Erste

### Ehemalig
- 2013: freitag auf d'nacht (Gast, BR)
- 2013–2022: Pufpaffs Happy Hour (Gast, 3sat)
- 2013–2015: Mitternachtsspitzen (Gast, WDR)
- 2013–2015: Stratmanns – Jupps Kneipentheater im Pott (Gast, WDR)
- 2014–2017: Kabarett aus Franken (Gast, BR)
- 2014: Spätschicht – Die Comedy Bühne (Gast, SWR)
- 2014: Vereinsheim Schwabing (Gast, BR)
- 2015: Inas Nacht, Folge 88, (Das Erste)
- 2015: Bauerfeind assistiert ..., eine Folge (3sat)
- 2015–2016: heute-show (Gast, ZDF)
- 2016: Zimmer frei!, Folge 686 (WDR)
- 2016: Der Club der wilden Dichter – Die Geschichte des Poetry Slams (Dokumentation)
- 2016–2019: Sträters Männerhaushalt, (WDR)
- 2017–2021: Genial daneben (Gast, Sat.1)
- 2017: Lust auf Wandern! Vom Ruhrgebiet ins Münsterland (Gast, WDR)
- 2017: Luke! Die Schule und ich, Folge 6 (Sat.1)
- 2017–2019: Wer weiß denn sowas? (Gast, Das Erste)
- 2018: Da kommst Du nie drauf! (ZDF)
- 2018: Inas Nacht, Folge 126 (Das Erste)
- 2018–2020: Genial daneben – Das Quiz (Gast, Sat.1)
- 2019: Geht doch! (Gast, ZDF)
- 2019: Quizduell (Gast, Das Erste)
- 2019: Hirschhausens Quiz des Menschen (Gast, Das Erste)
- 2019: Mittermeier! (Gast, Das Erste)
- 2019: Riverboat (Gast, MDR)
- 2019: Luke! Die Greatnightshow (Gast in Folge 6, Sat.1)
- 2020: Klein gegen Groß (Gast, Das Erste)[15]
- 2020: Genial oder Daneben? (Gast, Sat.1)
- 2020: Täglich frisch geröstet (Gast, RTL+)
- 2020: Wer weiß denn sowas? (Gast, Das Erste)
- 2021: Buchstaben Battle (Gast, Sat.1)
- 2021: Quizduell (Gast, Das Erste)
- 2021: Chez Krömer (Gast, Das Erste)
- 2021: LOL: Last One Laughing, Staffel 1 (Amazon Prime Video)
- 2021: Da kommst Du nie drauf! (Gast, ZDF)
- 2021: Mann tv (Gastmoderator, WDR)
- 2021: Riverboat (Gast, MDR)
- 2021: Hirschhausens Quiz des Menschen (Gast, Das Erste)
- 2022: 7 Tage, 7 Köpfe, RTL
- 2022: TV total (The Masked Moderator, ProSieben)
- 2022: Inas Nacht, Folge 170 (Gast, Das Erste)
- 2022: ZDF Comedy Sommer (Moderator, Folge 1)[16]
- 2022: One Mic Stand (Coach, 1 Folge, Amazon Prime Video)
- 2023: ZDF Comedy Sommer (Moderator, Folge 1)[17]
- 2023: 1LIVE Köln Comedy-Nacht XXL[18]
- 2023: Grill den Henssler (Gast, VOX)
- 2024: LOL: Last One Laughing, Staffel 5 (Amazon Prime Video)

## Sprecher (Auswahl)
- 2018: Für das Computerspiel Fallout 76 übernahm Sträter die Rolle des Erzählers der Grusel-Hörspiele Geschichten aus den Hügeln von West Virginia, die an Halloween auf YouTube veröffentlicht wurden und später ins fertige Spiel Einzug fanden.
- 2020: Im Pixar-Film Soul als Stimme eines Hedgefonds-Managers (im Original gesprochen von Calum Grant).[19]
- seit 2020: In der Hörspiel-Reihe Akte Witz (Maritim-Verlag) spricht Sträter die Hauptrolle Rudbert Rubenstein.[20]
- 2022: DC League of Super-Pets als Stimme von Bruce Wayne (Batman).

## Auszeichnungen

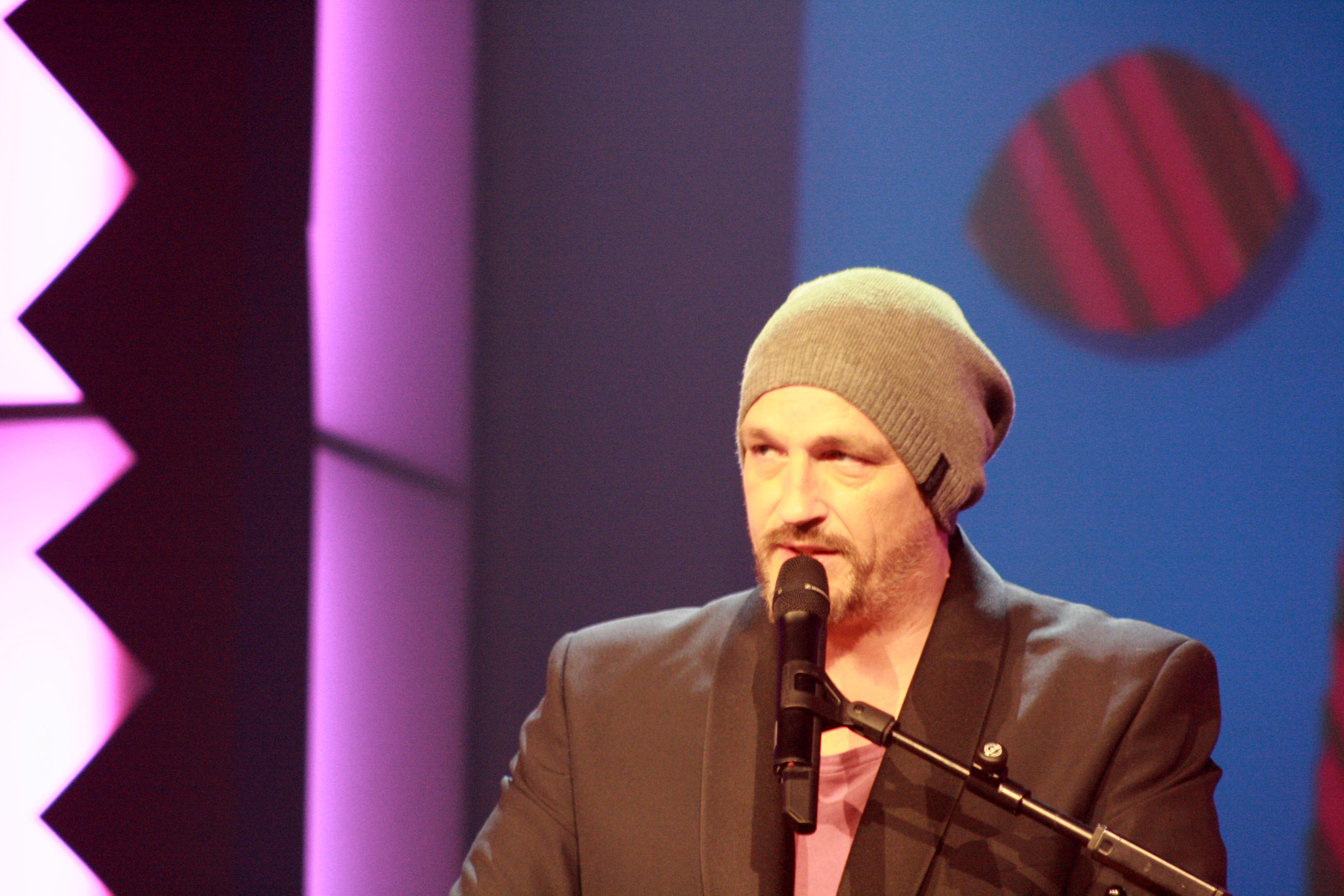
Torsten Sträter beim Prix Pantheon 2013

- Gewinner des NRW-Slams 2009, 2010 und 2012
- Gewinner des Iserlohner Poetry Slams an der Fachhochschule Südwestfalen am 9. Dezember 2010
- Mehrfacher Gewinner seines Homeslams SprechReiz in den Herner Flottmann-Hallen[21]
- Jahressieger 2010/2011 des Bunker Slam in Hamburg
- Jahressieger 2010 beim Slam Papp a la Papp in Krefeld
- Scharfrichterbeil in Passau, Dezember 2012
- Sonderpreis der Tuttlinger Krähe, 2013
- Publikumspreis Beklatscht & Gevotet des Prix Pantheon, Juni 2013
- Förderpreis für besondere innovative Aufführungen im Rahmen des Comedy Arts Festival Moers verliehen von der Neuen Rhein Zeitung (NRZ), August 2013
- Das große Kleinkunstfestival: Jury-Preis 2014
- Deutscher Kleinkunstpreis 2018 in der Kategorie Kleinkunst[22]
- Ehrenpreis des Dattelner Kleinkunstpreises, Das Dattelner NachtSchnittchen 2018[23]
- Das große Kleinkunstfestival: Berlin-Preis 2019
- Deutscher Comedypreis 2020: Bestes TV-Solo-Programm (Es ist nie zu spät, unpünktlich zu sein)
- Heimat-Hurz des Recklinghäuser Hurz 2020
- Jonathan-Swift-Preis 2021[24]
- Grimme-Preis 2022 in der Kategorie Unterhaltung für Chez Krömer – zu Gast: Torsten Sträter (Staffel 4, Folge 1)[10]
- Kampf der Künste Award 2023 (Ehrenpreis)[25]
- Deutscher Comedypreis 2024: Erfolgreichstes Live-Programm[26]
- Hutträger des Jahres 2024[27]